# اوله یفیمچوک
اوله یفیمچوک (انگلیسی: Oleh Yefimchuk؛ زادهٔ ۱۵ مارس ۱۹۹۴) بازیکن فوتبال اهل اوکراین است.